# Marie de Breuillet
Marie de Breuillet est née vers 1080 à Longpont. Fille du chevalier Renauld de Breuillet de Dourdan (responsable des écuries royales), on lui connaît trois frères dont deux deviendront moines à l'abbaye de Longpont. Elle devient la maîtresse de Louis de France (le futur Louis VI) jusqu'en 1104, date à laquelle elle quitte la cour pour un couvent parisien. Elle met au monde au tout début du XIIe siècle Isabelle de France (fille naturelle du roi et dame de Liancourt-Saint-Pierre).

Elle épouse finalement Thévin d'Orsay dont elle a deux fils Aymon et Nantier. Elle meurt à Orléans vers 1119, âgée de 35 ans environ.